# Grumman XSBF
O GRUMMAN XSBF também conhecido como G-14, foi um bombardeiro biplano desenvolvido pela Grumman para a  Marinha dos Estados Unidos  durante a década de 1930. Derivado do caça Grumman FF [en]. Em competição com outras aeronaves, demonstrou possuir desempenho inferior em sua função pretendida e não entrou em produção. O único protótipo passou a servir como aeronave de observação , além de ser usado em experimentos pelo NACA , antes de ser destruído em um acidente em 1939.

## Projeto e desenvolvimento
No final de 1934, o bureau de aeronáutica da marinha dos EUA (BuAer) emitiu uma especificação para novos projetos de aviões de reconhecimento e torpedeiros. Oito empresas enviaram dez projetos em resposta, divididos entre monoplanos e biplanos. A Grumman, tendo fornecido com sucesso os caças FF e Grumman F2F [en] para a Marinha, junto com o batedor SF, apresentou um desenvolvimento avançado do SF-2 em resposta à solicitação de uma aeronave de 5 000 lb (2 270 kg) capaz de transportar uma bomba de 500 lb (227 kg). A identificação da aeronave dada inicialmente pela Grumman foi G-14. Depois, quando integrada à marinha, recebeu a designação oficial XSBF-1. O contrato para um único protótipo foi emitido em março de 1935.
O XSBF-1 era um biplano biposto, com cabine fechada, fuselagem toda em metal e asas cobertas em grande parte por tecido. A energia era fornecida por um motor radial refrigerado a ar Pratt & Whitney R-1535 Twin Wasp Junior de 650 hp (485 kW), acionado por uma hélice de passo variável. Foi projetado para ter duas metralhadoras de 0,30 na frente (7,62 milímetros)  M1919 Browning, uma das quais poderia ser substituída por uma  .50 atrás (12,7 mm) M2 Browning; o protótipo carregava apenas uma única arma de calibre .30, instalada na cabine traseira para defesa, e uma bomba de 500 lb (227 kg) para ser carregada em um berço de lançamento sob a fuselagem. O gancho de arrasto [en] foi contido em um compartimento totalmente fechado, enquanto flutuadores foram colocados nas asas, caso a aeronave fosse forçada a pousar na água. O trem de pouso do XSBF-1 era semelhante ao do caça F3F.

## História operacional
O XSBF-1 - pilotado pelo piloto de teste Bud Gillies - voou pela primeira vez em 24 de dezembro de 1935. Após os testes iniciais, com a aeronave razoavelmente sem apresentar falhas, o XSBF-1 foi entregue à Marinha dos EUA por avaliação em competição com dois outros biplanos submetidos à especificação de 1934: o Great Lakes BG(em inglês) e o Curtiss SBC Helldiver [en]. Excepcionalmente para biplanos, todos os três tipos possuíam trem de pouso retrátil. A avaliação mostrou que o design da Curtiss era superior aos designs de Grumman e Great Lakes, e um pedido foi feito para o  Curtiss XSBF-3, designado SBC-3 Helldiver em serviço, em agosto de 1936.
Com a derrota da competição, o desenvolvimento do XSBF-1 chegou ao fim; o único protótipo foi atribuído à Naval Support Facility Anacostia [en], onde havia sido testado, para uso como aeronave de comunicação e reconhecimento. Além disso, o XSBF foi utilizado pela NACA, Laboratório de Pesquisa Langley, como parte do trabalho da instalação de investigação aeronáutica. Durante seu tempo em Anacostia, a aeronave se envolveu em três acidentes, nos anos de 1937, 1938 e 1939; após os dois primeiros acidentes, foi reparado. O terceiro acidente - em 25 de maio de 1939 - resultou na morte do piloto; o XSBF-1 não era mais considerado apto a retornar ao status de voo, foi oficialmente excluído do inventário da Marinha em julho de 1939.
A designação SBF-1 foi reutilizada pela marinha durante a Segunda Guerra Mundial, atribuída a SB2C Helldivers produzidos sob licença pela Fairchild Aircraft.

## Operadores

#### Estados Unidos
- Marinha dos Estados Unidos

## Especificações
consultado:

### Características gerais
- tripulação:2(piloto e observador)
- comprimento:7,85m
- envergadura superior:10,52mbase de Anacostia onde ocorreram os testes
- envergadura inferior:9,60m
- altura:3,43m
- área da assa:29m²
- aerofólio: Clark CHY
- peso vazio:1.540 kg
- peso equipado:2.269 kg
- capacidade de combustivel:490 l

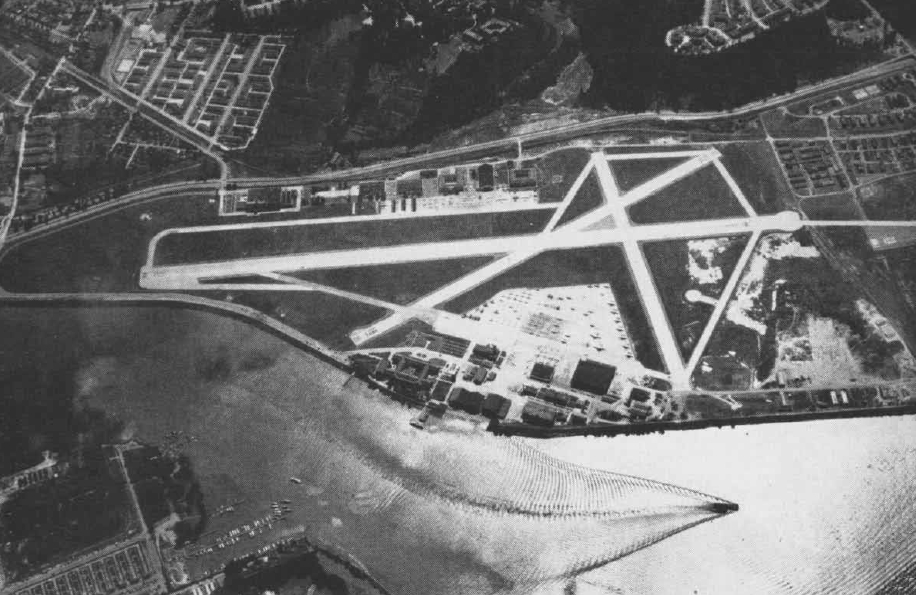
base de Anacostia onde ocorreram os testes

- motores: 1 × motor radial Pratt & Whitney R-1535-72 Twin Wasp Junior , 650 hp (480 kW)
- hélices: passo variável Hamilton Standard de 2 pás

### Desempenho
- velocidade máxima:187nós(346 km/h)
- velocidade de Estol:58nós(108 km/h)
- alcance:845 km
- alcance de combate:1107 km
- teto operacional:26.000pes(7.900m)

### Armamento
- 1x 30 in (7,62 mm) metralhadora na capota
- 1 × 0,30 na metralhadora na cabine traseira
- bombas: até 500 libras(230 kg)